# Fujii Kaze
Fujii Kaze (藤井 風?; Satoshō, 14 giugno 1997) è un cantautore giapponese.

## Biografia
Fujii Kaze ha guadagnato visibilità caricando cover di brani tramite il proprio canale YouTube. È salito alla ribalta col primo album in studio Help Ever Hurt Never, pubblicato nel maggio 2020; il disco, certificato platino dalla Recording Industry Association of Japan per le 250 000 copie fisiche, si è fermato alla 2ª posizione della graduatoria della Oricon. Lo stesso, promosso dall'Help Ever Hall Tour, include i brani di platino Nan-Nan (2019), premiato con un MTV VMAJ, e Yasashisa (2020). Una delle tracce, Shinunoga E-Wa, ha trovato viralità globale in un secondo momento, comparendo nella IMI International Top 20 Singles, RIAS Top Chart e Vietnam Hot 100, ottenendo la certificazione d'oro dalla Recorded Music NZ, Związek Producentów Audio-Video e Recording Industry Association of America, e tre dischi di platino dalla Pro-Música Brasil.
Nel maggio 2021 è uscito l'album di cover Help Ever Hurt Cover, anch'esso entrato nella top 5 giapponese. Il secondo LP Love All Serve All, invece, è stato presentato  l'anno successivo, è finito in cima alla classifica della Oricon e ha anch'esso superato i 250 000 esemplari fisici venduti.
L'album dal vivo Fujii Kaze Stadium Live "Feelin' Good" (2024) si è posizionato al 7º posto della graduatoria giapponese. Nella seconda metà dell'anno è stato impegnato col Best of Fujii Kaze 2020-2024: Asia Tour, costituito da nove date nelle arene asiatiche. Fujii Kaze è l'artista ad aver raccolto il maggior numero di nomination (17) alla prima edizione dei Music Awards Japan, contendendosi il riconoscimento in quattro delle sei categorie principali; alla cerimonia, ha vinto il premio per l'album dell'anno con Love All Serve All.

## Discografia

### Album in studio
- 2020 – Help Ever Hurt Never
- 2022 – Love All Serve All

### Album dal vivo
- 2024 – Fujii Kaze Stadium Live "Feelin' Good"

### Album di cover
- 2021 – Help Ever Hurt Cover
- 2022 – Love All Cover All

### Album video
- 2021 – Fuji Kaze "Nan-Nan Show 2020" Help Ever Hurt Never

### EP
- 2020 – Nan-Nan
- 2020 – Mo-Eh-Wa
- 2020 – Hedemo Ne-Yo
- 2020 – Seishun Sick

### Raccolte
- 2024 – Best of Fujii Kaze 2020-2024

### Singoli
- 2019 – Nan-Nan
- 2019 – Mo-Eh-Wa
- 2020 – Yasashisa
- 2020 – Kiri Ga Naikara
- 2020 – Hedemo Ne-Yo
- 2020 – Seishun Sick
- 2021 – Tabiji
- 2021 – Kirari
- 2021 – Moeyo
- 2022 – Matsuri
- 2022 – Damn
- 2022 – Grace
- 2023 – Workin' Hard
- 2023 – Hana
- 2024 – Michiteyuku
- 2024 – Feelin' Go(o)d
- 2025 – Masshiro
- 2025 – Hachikō